# Іон Буздуган
Іон Аліон Буздуган (румунською кирилицею та рос. Ион Буздуган, народився Іван Олександрович Буздага; 9 березня 1887 — 29 січня 1967) — бессарабсько-румунський поет, фольклорист і політичний діяч. У 1908 році молодий шкільний вчитель у Російській імперії, він писав вірші та збирав фольклор, наголошуючи на зв'язках Бессарабії з Румунією, і спілкувався з різними діячами-засновниками румунського націоналістичного руху, починаючи з Іона Пелівана. Буздуган був крайнім лівим діячем під час Лютневої революції, але зрештою об'єднався з Національною молдавською партією в опозиції до соціалістів і більшовиків. Він рішуче підтримував унію Бессарабії з Румунією під час існування незалежної Молдавської Демократичної Республіки і, як член її законодавчого органу (Сфатул Церій), працював над її здійсненням. Під загрозою більшовиків він утік до Румунії та повернувся з експедиційним корпусом на чолі з генералом Ернестом Броштяну, будучи одним із делегатів, які проголосували за унію, і одним із високопоставлених осіб, які підписали її проголошення.
У міжвоєнній Великій Румунії Буздуган отримав неоднозначну оцінку як поет-неотрадиціоналіст, водночас обіймаючи посаду представника округу Белць в Палаті депутатів. Там він виступав за децентралізацію та систему земств, але виступав проти бессарабської автономії, а також став відомим своєю яструбиною позицією проти Радянського Союзу, своїм радикалізованим націоналізмом та своїми антисемітськими вибухами. Він був послідовно членом Бессарабської селянської партії, Селянської партії, Національної селянської партії, Селянської партії Лупу та партії Демократичних націоналістів. Деякий час він працював цивільним адміністратором, перш ніж заглибитися у фашистську політику з Румунським фронтом.
Його політична діяльність зробила його об'єктом репресій під час румунського комуністичного режиму, але він уникнув арешту, переховуючись наприкінці 1940-х і на початку 1950-х років. Захищений літературним критиком Перпесіціусом, він згодом знову з'явився, але до часу своєї смерті йому було дозволено публікувати лише переклади з російської літератури під псевдонімами, кульмінацією яких стало посмертне перетворення «Євгенія Онєгіна». З 1990-х років його поетичну творчість було відновлено та переоцінено як у Румунії, так і в Молдові.

## Життєпис

### Перші роки
За оновленими довідниками, майбутній Іон Буздуган народився в 1887 році в Бринзеній-Ной (нині Теленештського району, Молдова) в сім'ї селян Александру та Катерини Буздаги, які також мали сім дочок. Один запис 1936 року стверджує, що він народився в 1889 році в Буздугені. Обидва села на той час входили до складу Бессарабської губернії Російської імперії, а освіту юнак здобув в учительській семінарії в Байрамчі. Згодом вивчав сільське господарство, право та літературу в російських школах Кам'янця-Подільського та Москви. Буздуган, який стверджував, що мешкав і дружив з українським поетом Іваном Франком, зрештою отримав ліцензію на юридичну практику в Московському університеті.
Під певним впливом творчості Міхая Емінеску він почав писати власні вірші, які публікував у бессарабських журналах з 1905 року під псевдонімом Ніка Романаш (або Романаш, «Ніка, румунський хлопець»). Інші псевдоніми, які він використовував, включають B. Cogâlnic, Ion Câmpeanu та I. Dumbrăveanu. Він приєднався до груп румунських націоналістів, які тоді формувалися в губернаторстві, писав для їхньої газети «Basarabia» і, перебуваючи в Кам'янці, встановлював контакти з румунами на схід від Бессарабії.
У 1907—1909 роках, шкільний вчитель у Бурсученах, він був членом Румунського національного клубу, заснованого суддею Іоном Пеліваном. Діяльність там поставила його під нагляд Охранки, а під час наступних репресій він отримав покарання за те, що навчав своїх учнів румунською мовою. Проте, він залишався активним у націоналістичних колах і до 1913 року підтримував зв'язок із журналом Cuvânt Moldovenesc, який також деякий час редагував, знову як Н. Романаш. Він також розпочав усе своє життя зі збору румунського фольклору, і, незважаючи на те, що ця робота була придушена російською владою, задокументував фольклорні зв'язки між Бессарабією та іншими регіонами, населеними румунами. Народні пісні його збірок також вказували на невдоволення бессарабців царським самодержавством на противагу твердженням, що вони більше насолоджувалися цим режимом, ніж підтримували Румунію.
Буздуган пішов добровольцем офіцером російської імператорської армії, брав участь у румунському театрі військових дій. У якийсь момент під час подій Російської революції він і його бессарабський колега, Герман Паня, об'єдналися з революційними крайніми лівими, приєднавшись до Партії соціалістів-революціонерів; за іншими джерелами, вони могли навіть бути пов'язані з більшовиками. На час Лютневої революції Буздуган вступив до Молдавської солдатської організації в Одесі і взявся за пропагандистську роботу серед бессарабських частин російської імператорської армії. Він все ще був активним письменником, спілкуючись зі своїми колегами із Західної Молдавії. До лютого 1917 року він приєднався до літературного гуртка Academia Bârlădeană, ставши близькими друзями з Ґеорґе Тутовеану та Александру Влахуце. Перебуваючи на передовій, він допоміг врятувати життя румунського офіцера та письменника-земляка Камила Петреску.

### Національна молдавська партія
Після 13 березня 1917 року і Буздуган, і Пантя стали членами Національної молдавської партії Пауля Гора (НМП), рушійної сили румунського націоналізму в колишньому губернаторстві, і були кооптовані до її керівного комітету. Однак, як пізніше зазначив однопартієць Пантелімон Халіппа, Буздуган був категорично проти правих НПМ, які дивилися на «відділення Бессарабії від Росії та її союз з Румунією». Доставлений російською армією до Ясси, тимчасової столиці Румунії, він подружився з Михаїлом Садовяну та іншими співробітниками газети «România». Його поштовою адресою була штаб-квартира газети, де також проживав драматург Барбу Штефенеску Делавранча. Тому він підтримував контакти з румунськими націоналістами, зокрема з істориком Ніколае Йоргою. Йорга нагадав, що Буздуган був агітований за соціалістичні реформи та критикував румунського короля Фердинанда I, певною мірою підтримував повстання, підтримуване Росією, і підтримував масове дезертирство. Тоді він говорив на «мальовничому» молдавському діалекті, змішаному з російськими неологізмами.
10 квітня Буздуган взяв участь у з'їзді вчителів Бессарабії, який очолив Олександр Шмідт і в якому брали участь педагоги всіх національностей. Там він агітував за розкол, закликаючи румунських учителів створити власний «чисто молдавський» конгрес і підтримуючи ідею інтенсивних курсів для формалізації та стандартизації своєї мови. Буздуган намагався переконати свою публіку в тому, що те, що вони називали «молдавською», є таким самим, як румунська, і, щоб підтвердити свою правоту, він зачитав їм фрагменти з Біблії Кантакузина 1688 року. Він також виступав за введення латинського алфавіту, заміну кирилиці скрізь, у тому числі в земських школах. У травні, маючи на увазі такі автономістичні цілі, Буздуган, Пантя та Антон Кріхан заснували газету Pământ și Voe під назвою «Орган Партії есерів Молдавії». Крім того, разом із драматургом Сергіу Віктором Куйбе заснував народний університет і селянський театр.
Незабаром Буздуган, Ґріґоре Казакліу, Василе Шанцу та Андрей Скобіоала заснували Молдавський комітет Румунського військового фронту, який почав збирати румунську церковну літературу та букварі для боротьби з русифікацією. Комітет з тривогою спостерігав за спробами Української Народної Республіки включити Бессарабію до своїх кордонів. До Української Центральної Ради надійшов лист-протест, написаний Буздуганом від Бессарабської солдатської організації. У ньому стверджувалося, що «на основі історичних, етнографічних прав, її відмінних звичаїв і економічного становища» Бессарабія мала «безстрокове право на повну автономію». Буздуган також був одним із засновників трибуни ПНМ і Комітет Солдатул Молдован і повернувся до своєї кар'єри в бессарабській пресі.
За словами Йорги, Буздуган вже проходив «приборкання» і попереджав румунів, що російські радикали готують переворот. Сам Буздуган стверджував, що зустрівся з королем Фердинандом, який вітав його, використовуючи цю нагоду, щоб натиснути на нього щодо проведення загальнонаціональної земельної реформи. Наприкінці жовтня 1917 року він брав участь у Молдавському солдатському з'їзді в Кишиневі, де було прийнято рішення про створення Сфатул Церій, законодавчого органу Бессарабії. Під час розгляду справи Буздуган і Тома Ялбе наполягали на приєднанні до Бессарабії румуномовних територій на схід від річки Дністер; хоча цього не відбулося, їхні промови були зустрінуті оплесками іншими делегатами. Конгрес призначив його членом Організаційного бюро, до якого також увійшли Халіппа, Іон Інкулец, Теофіл Йонку та Пантелемон Ерхан. Це був тимчасовий керівний орган регіону, і він записав ці закони та правила для парламентських виборів того місяця.
Сам Буздуган був обраний до Сфатул Церій, який представляв повіт Белць, і приєднався до Молдавського блоку, парламентського клубу, який об'єднав колишніх членів ПНМ (неофіційно: «хрещених синів Пелівана») з іншими румунськими націоналістами. Буздуган і Ерхан підтримали Пелівана як лідера Сфатулу, стикаючись із лівою «Селянською фракцією», меншовиками на чолі з Ойгеном Кенігшацем та нерумунськими депутатами, такими як Крсте Місірков. Ця коаліція віддала перевагу лівому Інкулеце, який не схвалював відокремлення Бессарабії від Російської республіки. Не дивлячись на протести Буздугана, Пеліван попросив своїх підписників також підтримати Інкулеца.
У листопаді 1917 року, під час більшовицької революції в Росії, Буздуган був одним із секретарів Бессарабського солдатського з'їзду, який входив до президії, очолюваної Василем Циєвським. Ця асамблея проголосувала за емансипацію регіону, посилаючись на право на самовизначення. У грудні Сфатул проголосив Молдавську Демократичну Республіку, квазінезалежну державу. Пеліван і його «хрещені діти», які наполягали на об'єднанні з Румунією, зазнали переслідувань з боку більшовицьких груп, таких як Фронт-Відділ (конфедерація з Румчеродом і лояльна до нової Російської Радянської Федеративної Соціалістичної Республіки). Вони почали готуватися до збройного протистояння. Буздуган і Скобіоала також діяли як зв'язкові між румунськими сухопутними військами під командуванням Костантина Презана та білими росіянами, представленими на місцевому рівні Дмитром Щербачовим із 7-ї армії.

### Унійний процес

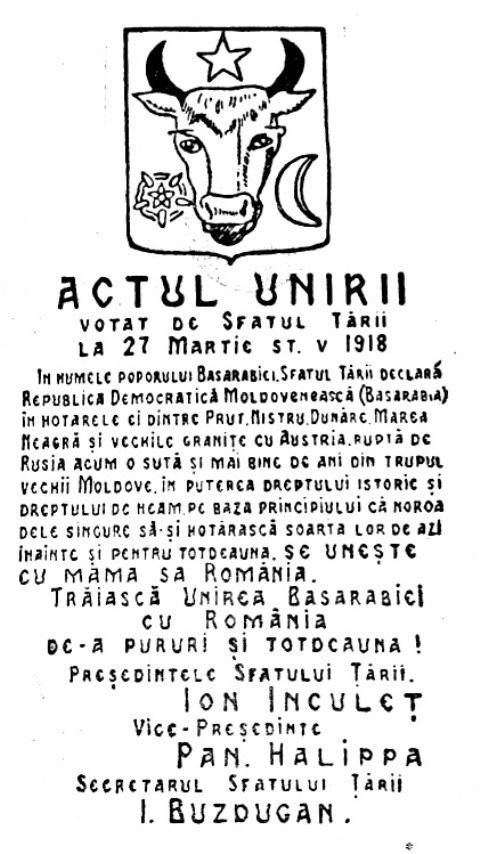
Акт Злуки Молдавської Демократичної Республіки, що містить ім'я Буздугана

Зрештою, переодягнені російськими солдатами та супроводжувані матросом Васіле Ґафенку, «хрещені» залишили Кишинів і попрямували до Ясси, де вони зв'язалися з румунською армією. 12 січня румуни під командуванням генерала Ернеста Броштяну перетнули кордон, щоб придушити більшовицьке повстання (див. Румунська інтервенція в Бессарабії). Разом з ними прибули Буздуган, Кріхан, Пеліван, Гафенку, Шанцу та Георге Буруяне. Пізніші джерела припускають, що Буздуган і його Молдавський комітет створили підрозділ Республіканської армії, який, як повідомляється, боровся проти більшовиків під час наступних сутичок.
Коли акт унії було винесено на обговорення на сесії Сфатул 9 квітня 1918 р., Буздуган був серед більшості з 86 членів, які проголосували за неї. Під час попередніх переговорів він підтримав румунського прем'єр-міністра Александру Марґіломана, запевнивши селянську фракцію та Інкулеца в тому, що в Румунії буде проведено земельну реформу. Тодішній лідер Молдавського блоку, він закликав своїх колег підтримати унію як таку, що випливає з «принципу самовизначення», і «найбільш революційний акт в історії нашого народу». Як секретар Сфатул, разом з Інкулецем, президентом республіки, і Халіппою, віце-президентом, він підписав закон про проголошення унії. Буздуган також був обраний для читання прокламації на пленумі.
Буздуган працював над томом патріотичної поезії, який того року вийшов під назвою Țara mea («Моя країна»). У жовтні 1918 року в однойменному журналі Sfatul Țării його монографія з історії боярства та селянства в Бессарабії. Наприкінці листопада його було переобрано секретарем Сфатулу за обставин, які антиунійна опозиція вважала незаконними; під його керівництвом було винесено на голосування безумовну унію (яка виключала регіоналістські положення березневого документа). Буздуган приєднався до Халіппи, Пелівана та Казакліу під час місії Сфатул до Чернівців на Буковині та Алба-Юлії в Трансильванії, де вони мали бути присутніми на народних зборах, які підтверджували створення Великої Румунії. На Буковині Буздуган висловлював свій ентузіазм "нашою національною справою, пробудженням цілого народу між Дністром і Тисою «. Однак, прикутий до ліжка іспанкою в Чернівцях, він не зміг поїхати за Пеліваном до Алба-Юлії, а також не став свідком приєднання Трансільванії до Румунії 1 грудня („Велика унія“).
В останні дні свого перебування на посаді депутата Сфатул Буздуган підписав протест до румунського уряду Йонела Братіану, посилаючись на випадки зловживань з боку жандармських „сатрапів“, включаючи ймовірне розкрадання соціальних товарів. У документі застерігалося, що нація „не близька до моральної єдності, до єдиної гарантії зміцнення формального союзу“. З січня 1919 року був серед засновників кредитної спілки, створеної для допомоги бессарабським селянам у зв'язку з земельною реформою. До керівного комітету також увійшли Халіппа, Буруяне, Кріхан, Васіле Барка, Теофіл Йонку, Васіле Мандреску, Міхай Мінчіуне та Ніколае Суручану.

### Початок у Великій Румунії
27 квітня Буздуган і багато його колег по кредитній спілці об'єдналися з наступницею ПНМ, Бессарабською селянською партією (БСП). За нього проголосували, а Пантя став членом Центрального комітету. Він безперервно служив у Палаті депутатів Румунії, де представляв повіт Белць, з листопада 1919 року по липень 1932 року. Під час свого першого терміну він прийняв ліві ідеї та „схилявся до класової боротьби“, підтримуючи коаліцію на чолі з Александру Вайдою-Воєводою проти Націонал-ліберальної партії. У березні 1920 року, через кілька днів після того, як король Фердинанд відкликав Вайду, Буздуган зачитав протест БСП проти цього перевороту.
Він поділяв опозицію своєї партії до політики нового уряду Народної партії та виступав проти її втручання в місцеву адміністрацію Бессарабії. У липні 1920 р. він виступив з трибуни щодо звільнення А. Круду, префекта Хотинського повіту, заявивши, що останній зазнав знущань і принижень з боку влади. Буздуган об'єднався з фракцією Халіппи БСП, яка прагнула інтеграції в загальнонаціональну Селянську партію (СП); інші крила, до складу яких входили Інкулец, Пинтя та Пеліван, віддали перевагу незалежності. Він був одним із 9 парламентаріїв, які разом із Халіппою та теоретиком аграрного сектору, який не належав до БСП, Костантином Стере, приєдналися до СП in 18 липня 1921 року. 22 липня під час президентства Інкулеца БСП виключила його зі свох лав.
Його літературна кар'єра пішла вгору, і його наступні поетичні твори незабаром були опубліковані в літературних газетах і журналах по всій Великій Румунії. Серед них: Viața Romînească, Adevărul Literar și Artistic, Convorbiri Literare, Cuget Românesc, Gândirea, Luceafărul, Sburătorul, Convorbiri Literare, Flacăra, Lamura та Drum Drept. Він також став одним із штатних поетів у рецензії Санду Телеаджена Gând Românesc у грудні 1921 року. Буздуган був прийнятий до Товариства румунських письменників і став співзасновником Товариства бессарабських письменників. Завершивши навчання в Ясському університеті, він отримав ступінь доктора політичної економії в Чернівецькому університеті.

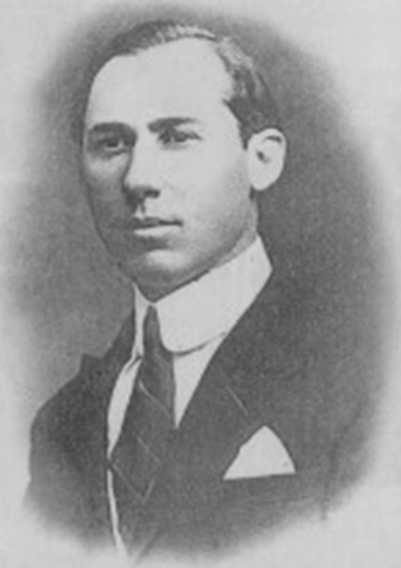
Буздуган у 1920-х роках

Іон був удостоєний Ордена Корони та Зірки Румунії, а також нагороджений медаллю Фердинанда. Згодом він зайнявся адвокатською практикою в Бухаресті та Бєльцах. Його творчість у сфері листів та фольклористики зібрана в п'яти ретроспективних томах: Cântece din războiu („Пісні з війни“, 1921), Cântece din stepă („Пісні зі степу“, 1923), Cântece din Basarabia („Пісні з Бессарабії“, два томи: 1921, 1928), Miresme din stepă („Запахи степу“, 1922), перевидання Țara mea (1928). У 1923 році він отримав національну премію з поезії, присуджену Міністерством мистецтв Румунії. Разом з Георге Богданом-Дуїце, К. С. Фегецелем і Н. А. Константінеску він також написав Festschrift для Йорги, опублікований у 1921 році.
Його вірші, деякі з яких стосувалися тем національної реалізації, звернених до „Батьківщини-Матері“, часто були діалектними. За словами історика літератури Джордже Келинеску, вони „звучать для нас так, як франко-канадська мова має звучати для французів“. Йорга описав їх як вираження „примітивної, але могутньої душі“, з римами „терплячої наївності“ і загалом „значно перевершуючих“ вірші Алексея Матеєвича. Еуген Ловінеску, старійшина модернізму, виявив Miresme din stepă майже повністю „нелітературним“, дійсним лише як „доказ спадкоємності румунської культури під час відчуження“: „ми можемо підходити до [книги] лише через її культурний інтерес, придушуючи наші естетичні сумніви“. Подібну думку висловив Шербан Чіокулеску: „Вірші І. Буздугана не можна назвати привабливими своєю красою. Бракує всіх елементів: ні чутливості, ні фантазії, ні оригінальності ідей чи художніх форм“. Він описав Cântece din stepă як похідну від творів Октавіана Ґоґи чи Васіле Александрі та повчальну щодо порівняльної нерозвиненості бессарабської літератури. Чокулеску також зазначив, що Буздуган не опанував румунську граматику, а його орфографічні помилки „надто численні, щоб ними нехтувати“.
Як зазначив критик Резван Вонку, ліричний внесок Буздугана виступає за нео-традиціоналізм, у манері письменників Gândirea, але є „спонтанним“ і без впливу експресіонізму. Вонку оцінює Буздугана як традиціоналіста „другої полиці“ — за рейтингом нижче Адріана Маніу чи Арона Котруша, але цінніший за Санду Тудора, Раду Джира чи Вінтіла Чокялтеу. За словами письменника Йона Цуркану, його сонет Păstorii („Пастухи“) „виключної якості“ з його „вираженням сільського всесвіту“ та розумінням „непідозрюваної матеріальності мовчання“. Однак „важко зрозуміти, чому це літературне явище, яке є заслугою румунської літератури, залишається досить унікальним у творчості Буздугана, і чому він ніколи не став поетом більшого калібру“.

### Політична активність
Переобраний до Зборів як один із представників СП від Бессарабії, Буздуган зосередився на аграрних питаннях, таких як ліквідація земств, і захищав останні як знаряддя селянського самоврядування. Його та Халіппу також попросили відповісти в Асамблеї про те, як вони провели земельну реформу. Він боровся з цього питання з Александру К. Константінеску з націонал-лібералів, а також з більш радикальними бессарабськими аграріями, такими як Людовік Дауш. Іншою його метою був захист Румунії від ворожого Радянського Союзу, який не визнав Бессарабію частиною Румунії. Його промови, які аплодували всі політичні табори, Буздуган зображував Румунію як бастіон християнського світу та західної цивілізації. На відміну від інших депутатів СП, він не бачив соціальної відсталості Румунії як перешкоду, і припустив, що зробити румунів „здоровими та сильними“ гарантуватиме, що країна виконає свою культурну місію. Документуючи зв'язки Румунської комуністичної партії з Комінтерном, він також припустив, що сама СП була інфільтрована Селінтерном. У грудні 1924 року Буздуган мав публічну суперечку з Артуром Вейтояну, міністром транспорту в новому кабінеті Братіану — на кону стояло питання державних залізниць, які Буздуган вважав непридатними для неминучої війни з Радами.
Його пізніші промови про бессарабський юніонізм „повсюдно ігноруються“, Буздуган продовжував вказувати на випадки зловживань і корупції у своєму рідному регіоні, протестуючи проти вироку військового суду його колеги-депутата Ґеорґе Зборні і попереджаючи що такі прояви послабили антикомунізм у регіоні. Його конфлікт з урядом Бретіану набув гострого характеру, коли Буздуган повністю підтримував Стере, якого більшість депутатів відсторонила: за повідомленнями, поет-політик Ґоґа погрожував Буздугану револьвером під час сесії 4 травня 1925 року. 17 травня він взяв участь у з'їзді опозиції в Dacia Hall разом із діячами селян і демократичних націоналістів, а в аудиторії були присутні представники Комуністичної партії. Ця зустріч була зірвана армією, і Буздуган, хоча й захищав Йоргу, виявився позбавленим депутатського місця 19 травня.
Буздуган слідував за Халіппою та Пеліваном у Національну селянську партію (НСП), утворену в результаті злиття СП з Румунською національною партією. Переобраний у червні 1926 року, він став відомим своїми антисемітськими вибухами, піднявшись на трибуні для вирішення проблеми антиєврейських заворушень у Чернівцях. Вчена Ірина Лівезеану описує виступ Буздугана як „насичений антисемітськими модними словами“ та „расистськими банальними місцями“. Він звинуватив євреїв у провокуванні невизначених актів насильства, щоб „зашкодити Румунії“; однак, ставши на сторону студентів Ліги національно-християнської оборони, він попередив, що євреї можуть очікувати погромів. У лютому 1927 року він перейшов до Селянської партії Лупу (СПЛ), працюючи в її виконавчому комітеті разом із такими діячами, як Ніколае Л. Лупу та Йоан Пангал.
Під час 10-річчя Бессарабської унії Буздуган продемонстрував оптимізм щодо перспектив регіону, проти Халіппи та Йонку, які поділяли більш похмуру перспективу. У листопаді 1928 року на черговому святковому зібранні колишніх депутатів Сфатулу він зіткнувся зі Стере, який вимагав прийняти резолюцію на підтримку „народних свобод“ і проти „виняткових законів“. Буздуган дорікнув Стере: „Так ти прийшов сюди за політиканством“. Під час свого нового терміну в Зборах після виборів 1928 року він зайняв позицію проти бессарабського автономізму, описуючи його як „російську формулу“ та „тривожну“ загрозу». Буздуган також поставив під сумнів уряд НСП щодо його нібито толерантного ставлення до комуністичної та прорадянської діяльності в Бессарабії. Проте, він підтримав децентралізацію нижчих державних органів, «бо це не дозволить комусь їздити туди-сюди з Бессарабії до Бухареста».

### Кабінет Йорги та Румунський фронт
Буздуган був активним разом із Пантеа в Спілці офіцерів запасу, яка співпрацювала з агентством Сигуранци у боротьбі з комунізмом, «виявляючи та викриваючи тих, хто проводив революційну пропаганду»; приблизний еквівалент дворянських зборів старого режиму, він також вимагав підвищення платні для бессарабців у війську. У 1930 році він став на бік націоналістичних груп в Асамблеї проти уряду НСП, який обіцяв етнічним болгарам ухвалити ліберальний земельний закон у Південній Добруджі, таким чином обмеживши спроби румунської колонізації. Як зазначає Йорга, Буздуган, «лепечучи як завжди», атакував добруджанських болгарських депутатів як довірених осіб Болгарського царства. Буздуган також влаштував словесну перепалку з Лукреціу Петрашкану з ультралівого Блоку селянських робітників, назвавши його «паразитом робітничого класу».
Кооптований Йоргою під час його технократичної адміністрації в 1931—1932 роках, він служив заступником державного секретаря в Міністерстві торгівлі та промисловості. Як розповідає Йорга, Буздуган і Володимир Крісті були нав'язані йому бессарабським «блоком» депутатів, «які бажали мати свого представника в уряді» — це суперечило чуткам про те, що він був особисто близький до Буздугана і мав намір зробити його своїм зятем. Щоб приєднатися до уряду в січні 1932 року, Буздуган посварився з Лупу та СПЛ, які залишилися в опозиції. Він також переміг Пинтю за цю посаду, хоча останній був фаворитом нового короля Кароля II. Буздуган зобразив Пинтю ненадійним колишнім більшовиком, а також пішаком націонал-лібералів. У той час Pamfil Șeicaru та Curentul щоденно розгорнули кампанію проти Буздугана, стверджуючи, що він незаконно привласнював гроші промислового концерну в Бєльцах. Він відповів, подавши до суду на Șeicaru.
У травні 1932 року Буздуган був виділений Каролом II як один із «безглуздих» членів уряду, яких Йорзі було наказано замінити; він подав заяву про відставку «гідно, без будь-яких очікувань». Після падіння Йорги на виборах 1932 року Буздуган присвятив себе іншому покликанню: підтримці антирадянських і білоемігрантських кіл Румунії. За звітами шпигунів Сигуранци, він мав намір відновити «Голос Бухареста», російську антикомуністичну газету, і отримати підтримку білих від кабінету Ґеорґе Тетереску. До січня 1934 року він приєднався до Демократичних націоналістів Йорги, очоливши їхню організацію в повіті Бєльці. У 1935 році Буздуган відійшов до крайнього правого, приєднавшись до «напівфашистської» групи, що відкололася, Румунського фронту, і очоливши власний осередок округу Бєльці.
Після знайомства румунської публіки з російським авангардом (з перекладами, які Йорга вважає «дуже хорошими»), Буздуган зосередився на творах Пушкіна, опублікувавши в Gândirea переспів його «Цигана» (1935). У той час вчена Євфросинія Двойченко назвала його «найкращим» із кількох спроб перекладу поеми румунською мовою. У 1937 році він випустив новий том своїх віршів, Păstori de timpuri («Пастухи часу»). Співпрацював у журналі Халіппи Viața Basarabiei, у 1939 році став співзасновником Товариства бессарабських письменників. Однак, за словами соціолога Петру Негуре, вірш Буздугана був зовсім відсталим і неактуальним до 1930 року: «Подібно до того, як землероби зіткнулися з руйнівними наслідками Великої депресії, селяни, зображені у віршах Пана Халіппи чи Іона Буздугана, […] продовжували… обробляти свою землю з любов'ю і розсудливістю».
Буздуган утік із Бессарабії після першої радянської окупації 1940 року, тоді як колишні члени Спілки офіцерів запасу, зокрема Еманоїл Кателлі, були ув'язнені або депортовані. Помирившись з Інкулецем і Пинтею, він приєднався до їхньої групи «Бессарабське коло», що перебувало в Бухаресті. У 1942 році, у розпал Другої світової війни, виходить його Metanii de luceferi («Розколювання вечірніх зірок»). Це мала бути його остання опублікована поетична робота, хоча три інші існують як рукописи. Під час радянського наступу на Бессарабію на початку 1944 року Буздугану запропонували тимчасовий дім у Брезої, повіт Вилча (південно-західна Румунія). За допомогою Александру Лека Мораріу його вірші продовжували друкуватися в таких журналах, як Gazeta de Transilvania та Revista Bucovinei.

### Репресії і смерть
Ще до офіційного встановлення румунського комуністичного режиму в 1948 році Буздуган привернув увагу радянських окупаційних військ, які почали процедури його арешту або депортації як політично небажаної особи. У 1945 році він переховувався в чернечому одязі в монастирі Бистриця, де познайомився з фельдшером і монахом-підготовкою Валеріу Ананію. У своїх мемуарах Ананія описує Буздугана як посереднього поета, його православні віршові твори можна порівняти з гімнами Воїнства Господнього, додаючи: «Він постарів із враженням про нього як про великого поета, і мені стало дуже сумно від думки, що я можу вирости старий з таким же враженням про себе». За словами Ананії, Буздуган також розлютив старця своєю міською поведінкою і поїхав до Бухареста, коли «часи змінилися на краще».
З 1948 року Буздуган уникнув загрози арешту, переховуючись на горищі в Блажі, де його захищав Йоан Сучіу, єпископ Греко-Католицької Церкви. Коли сама Церква була розпущена, він переховувався в приватних будинках або одягався мандрівним ченцем і шукав притулку в монастирях — у Теуні та Тиргу-Муреші, пізніше в Буйорені та Половрагі. У 1950 році він повернувся до Бухареста, жив зі своєю матір'ю, якій було за дев'яносто, і чотирма своїми сестрами на вулиці Влад Жудецул, Вітан. Того року Буздуган почав писати літературному критику Перпесіцію. Останній організував для Буздугана лікування зламаної правої руки за допомогою поета-лікаря Віргіліу Московічі-Монда. У 1951 році, отримавши замовлення Перпесіція на переклад «Євгенія Онєгіна», Буздуган оголосив, що працює над власною епопеєю, у якій переповідає смерть Мирона Костіна — остання, якщо вона існує, ніколи не була опублікована. У квітні 1953 року він знову написав, щоб оголосити про свій «поспішний від'їзд» до Базни, Трансильванія, де його сестра керувала літнім табором. З початком десталінізації в Радянському Союзі румунські літератори могли сподіватися на більш толерантний режим. У такому кліматі Буздуган почав часто відвідувати літературний гурток у бухарестському домі Іона Ларіана та Парасківи Постолаке, де він познайомився з молодими письменниками, такими як Еуджген Барбу та С. Д. Зелетін. Серед інших високопоставлених гостей були Вергілій Каріанополь, Н. Креведія та Раду Д. Розетті.
У 1955 році, коли румунський комунізм ставав все більш націоналістичним і антирадянським, Буздугану дозволили спокійно повернутися до видавничої діяльності, але він був змушений обмежитися перекладацькою роботою. Його попередні томи було вилучено з публічних бібліотек разом із багатьма іншими книгами, що згадують Бессарабію. У 1956 році в журналі Steaua була розміщена версія Буздугана «До Овідія» Пушкіна. Як повідомляється, він стверджував, що є автором перекладу Бориса Годунова, який викрав у нього поет-лауреат режиму Віктор Ефтіміу. Під псевдонімом Б. І. Аліон опублікував у 1962 році версію повісті Максима Горького «Дівчина і смерть». Іншими його внесками були переспіви Блока, Буніна, Коцюбинського, Лермонтова, Шевченка та Єсеніна.
Смертельно хворий на рак, Буздуган провів свої останні місяці в лікарні Філантропія, де його відвідав С. Д. Зелетін, який записав його мемуари. Він помер 27 січня 1967 року в Бухаресті і був похований на кладовищі Беллу. На його похоронах були присутні Халіппа та Пинтя, і вони побачили, як вони публічно виступали за реінкорпорацію Бессарабії до Румунії; за повідомленнями, ця промова була толерована владою, яка дозволяла неполітизовані прояви націоналістичного запалу. Однак, побоюючись негативної реакції, кілька гостей пішли, коли Пинтя почав описувати кар'єру Буздугана в політиці. Пізніше того ж року «Євгеній Онєгін» Буздугана з'явився під його справжнім ім'ям із передмовою Перпесіція. За словами філолога Іоани Пірвулеску, це був «хороший переклад». Остання з його сестер, що вижили, Елеонора, померла в 1995 році.
Незважаючи на настрій лібералізації в 1950-х і 1960-х роках, ім'я Буздугана рідко згадувалося в пресі до румунської революції 1989 року, і лише дві нові книги літературної критики згадували його творчість. У Молдавській РСР його ім'я було заборонено згадувати. Ця позиція змінилася після 1989 року. У незалежній Молдові його роботи були надруковані в антологіях, зокрема Literatura din Basarabia în secolul XX і Poeți din Basarabia. У Румунії Зелетін передрукував Miresme din stepă і опублікував своє листування; його зібрання творів вийшло у 2 томах у 2014 році в Кишиневі. У 2012 році редактор зазначив, що Буздуган, його друг, «все одно забутий, […] навіть сьогодні, коли прочісується історія наших вкрадених провінцій».